# Goodyera tesselata
Goodyera repens es una especie de orquídea de hábitos terrestres del género Goodyera.  Es nativa de los Estados Unidos. 

## Características
Es una planta herbácea de pequeño tamaño, que prefiere el clima frío, es de hábitos terrestres.  Tiene las hojas basales de color verde. La inflorescencia se encuentra en un tallo erguido con pequeñas flores blancas.Florece desde el verano hasta mediados de otoño.

## Nombre común
- Inglés: checkered rattlesnake plantain.

## Sinonimia
- Epipactis tesselata (Lodd.) A.A.Eaton
- Goodyera repens var. tesselata (Lodd.) B.Boivin
- Orchiodes tesselatum (Lodd.) Kuntze[1]